# Hellmann Worldwide Logistics
Hellmann Worldwide Logistics SE & Co. KG (før 1999 Gebr. Hellmann) er en tysk logistik- og transportvirksomhed. De udbyder transport og logistikløsninger indenfor luftfragt, søfragt, vejfragt og jernbanefragt. 
1871 begyndte Carl Heinrich Hellmann i Osnabrück som selvstændig speditør.